# دود ميزكال

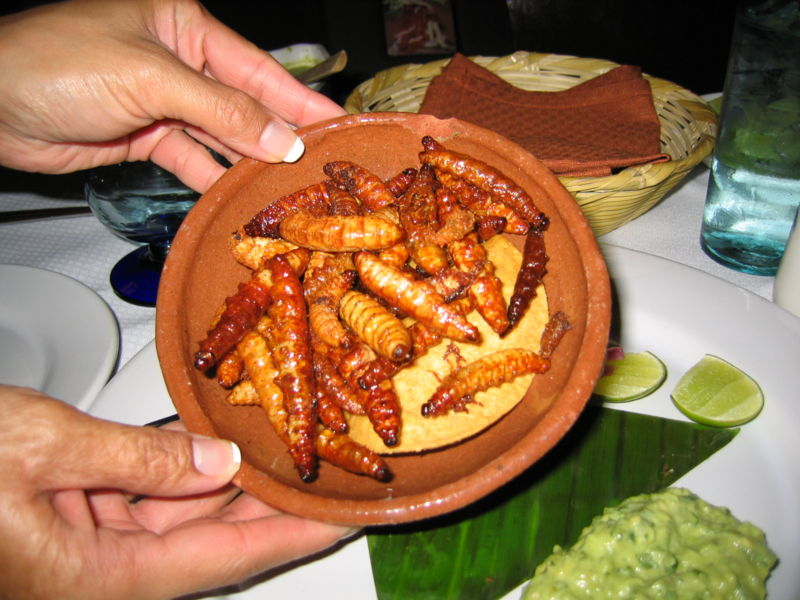
دودة ميزكال

دودة ميزكال هي يرقة حشرة وجدت في بعض أنواع مزكال المنتجة في ولاية واهاكا، المكسيك. اليرقة عادة ما تكون ("دودة حمراء") أو ("دودة الماغوي")، يسروع من عثة هيبوبتا أغافيس. وتعتبر الدودة الحمراء عادة ألذ. 
على عكس الاعتقاد الشائع للكثيرين، التيكيلا الحقيقية لا تحتوي على دود. هي فقط في شقيق تكيلا المزكال. 

## تاريخ
على الرغم من أن العرف هو حديث نسبيا، وتستخدم اليرقات في كثير من الأحيان من قبل العديد من العلامات التجارية من مزكال لإعطاء نكهة للشراب. وترسب اليرقة كلها في زجاجة، وعادة بعد أن يتم الشفاء في الكحول النقي. وكانت ناسيونال فينيكولا (نافيسا) أول شركة تضيف الدود إلى ميزكال غوسانو روجو. أندريس بانياغوا وجاكوبو لوزانو، المبدعين من غوسانو روجو ودوس غوسانوس، قدم لأول مرة ممارسة إضافة اليرقة إلى مزكال. اليوم، العديد من العلامات التجارية تقوم بذلك. 

## أنواع أخرى من الديدان
مجموعة أخرى من «الدود» في مزكال هي يرقات من السوسينات تعرف باسم بيكودو ديل الصبار، سكوبوفوروس الوخز، وسخان انقطاع العجاف، التي تصيب أنواع معينة من اليكه والباهره. وهي ليست ذات صلة بديدان ماغوي الصالحة للأكل (وهي في الواقع يرقات العثة) في وسط المكسيك. 
السوسة هي الآفة التي يمكن أن تضر النباتات العجاف بشدة، من خلال تناول النبات حتى الموت من الداخل. وإذا كان عدد قليل فقط من النباتات المصابة، فإنها لا تزال تحمل النبات مع البكتيريا الضارة مما يؤدي إلى موت النبات. وفي بعض الحالات، فقد ما يصل إلى 40 في المائة من الحصاد الضائع بسبب إصابات الأوساخ. ويجري تطوير أصناف مقاومة للعدوى من النبات. 
يرقات بيكودو قد تتفحم وتؤكل. فهي موسمية  في جنوب شرق المكسيك. 